# Молодіжне (Дніпровський район)
Молодіжне — селище в Україні, у Могилівській сільській громаді Дніпровського району Дніпропетровської області. Площа — 0,611 км², домогосподарств — 258, населення — 671 особа.
1936 року радгосп ім. Тельмана Укрсадовинтресту Кишеньківського району Харківської області переписано до складу Царичанського району Дніпропетровської області.

## Географія
Селище Молодіжне знаходиться за 2 км від лівого берега річки Оріль (старе річище, напрямок течії річки в якому змінено на протилежний) та за 3 км від Кам'янського водосховища, на відстані 1 км розташоване село Придніпрянське (Полтавський район). Навколо селища великий садовий масив.

## Населення

### Мова
Розподіл населення за рідною мовою за даними перепису 2001 року:
| Мова                | Відсоток |
| ------------------- | -------- |
| українська          | 89,5 %   |
| російська           | 10,1 %   |
| інші/не визначилися | 0,4 %    |

## Інфраструктура
В селищі діють загальноосвітня школа І-ІІ ступенів акредитації, дошкільний навчальний заклад «Ягідка», амбулаторія загальної практики сімейної медицини, будинок культури, сільська бібліотека. Працює ВАТ «Сади Приорілля».